# 北海道札幌開成高等学校
北海道札幌開成高等学校（ほっかいどう さっぽろかいせいこうとうがっこう、Hokkaido Sapporo Kaisei High School）は、北海道札幌市東区北22条東にかつて存在した市立高等学校。
札幌市が2011年に制定した札幌市中高一貫教育校設置基本構想に基づき、2017年3月31日を以て閉校となったが、同校を母体として市立札幌開成中等教育学校が2015年に開校。

## 概要
札幌市が2011年に制定した札幌市中高一貫教育校設置基本構想に基づき、2017年3月31日を以て閉校となった。同校卒業生の卒業証明書・成績証明書等の発行事務は、同日以降、市立札幌開成中等教育学校長が行っている。
1962年に北海道札幌旭丘高等学校（現市立札幌旭丘高等学校）に次いで２校目の札幌市立高校として開校した。札幌市内では3校しかない私服校のひとつであった。なお、服装を自由化したのは1971年7月であり、北海道の公立高等学校では最初であった。
2004年には、「科学的・論理的思考力を持った世界にはばたく人間を育てる学科」として理数と英語に重点を置いた専門学科であるコズモサイエンス科を設置した。また、2012年にはスーパーサイエンスハイスクールの指定、2014年にはスーパーグローバルハイスクールの指定をそれぞれ文部科学省から受けた。

## 校名の由来
「開成」という校名は、札幌市内の公立高校には珍しく、立地とは無関係に付けられたものである。現在地（旧地名に因み、「元町」と呼ばれる地域）に校舎が設置されて以降、周辺に札幌市立開成小学校が開校 (1981年) したり、「開成店」などと称する店舗が立地したりしているが、開校当時、あるいはそれ以前に「開成」という地名があったわけではない。
開校準備の段階では、札幌市内のほかの公立高校と同様に、立地する地域の名称をとって「（仮称）北海道札幌元町高等学校」と名づけられていた。しかし、開校直前に校舎用地取得が暗礁に乗り上げ、元町以外の地域に校舎を建設する可能性が生じたため、立地に関係ない校名として「開成」が選ばれた。なお、「開成」という名前は、東京大学の前身である開成学校に因んだ（『易経』〈繋辞上〉の「開物成務」）といわれているが、開校当時から勤務していた教諭が「『開拓事業成就』の略である」と話すなど、公式な由来は明らかとなっていない。

## 沿革
- 1962年4月 - 開校。札幌市立中央創成小学校（中央区北1西2、現在の札幌市役所の敷地内）を仮校舎として使用。
- 1963年3月 - 現在地に移転。
- 1964年12月 - 校歌制定（作詞：谷川俊太郎、作曲：宍戸睦郎）。
- 1971年7月 - 服装自由化。従来の制服は標準服に。
- 1978年8月 - 演劇部が第2回全国高等学校総合文化祭・演劇部門（全国高等学校演劇大会）において、最優秀賞受賞。
- 1982年8月 - 演劇部が第6回全国高等学校総合文化祭・演劇部門（全国高等学校演劇大会）において、2度目の最優秀賞受賞。
- 1988年8月 - 野球部が第70回全国高等学校野球選手権大会に出場。川崎憲次郎を擁する大分県代表津久見高校に1-4で敗れる。
- 1997年4月 - 2学期制の導入。
- 1998年8月 - 第18回全国高等学校クイズ選手権（高校生クイズ）で準優勝。
- 2004年4月 - コズモサイエンス科設置。
- 2012年4月 - スーパーサイエンスハイスクール指定（2017年3月まで）
- 2014年4月 - スーパーグローバルハイスクール指定（市立札幌開成中等教育学校に指定が継承され、2019年3月まで）
- 2016年3月 - 第5回科学の甲子園全国大会に北海道代表として出場。
- 2017年3月 - 同年3月31日を以て閉校。

## 学科
- 全日制課程
  - 普通科（40人6クラス）
3年次では文系Ⅰ（国公立大学文系志望者向け）、文系Ⅱ（主に私立大学文系志望者向け）、理系のクラスに分かれる。
  - コズモサイエンス科（40人2クラス）
理数と英語に重点を置いた専門学科である。
2・3年次では学校設定科目（特に英語と理科）が多いが、1年次では普通科と大差ないカリキュラムであった。

## 部活動
体育系
- 野球
- バスケット（男・女）
- 陸上
- バレー（男・女）
- ソフトテニス
- バドミントン（男・女）
- サッカー
- 剣道
- 少林寺拳法
- 男子テニス
- 女子テニス
- スキー
- 卓球
- ソフトボール
- 弓道

陸上部は2011年にインターハイに出場している。
男子・女子硬式テニス部は全道大会に進出している。
文化系
- 美術
- 軽音楽
- 書道
- 茶道
- 写真
- 演劇
- 吹奏楽
- マンガイラスト研究会
- 生物
- 合唱
- 天文
- ユネスコ

外局
- 放送
- 新聞
- 図書
- チアリーダー

新聞局は全国大会進出の実績がある。

## 校訓
山アリ空アリ大地アリ永遠を知れ
「山アリ空アリ大地アリ」は、詩人谷川俊太郎が作詞した校歌の冒頭にも使われている。

## 中等教育学校への改編計画
2011年3月22日、札幌市教育委員会は同校を母体として2015年度に札幌市立の中等教育学校を開校することを示した「札幌市中高一貫教育校設置基本構想」を正式に決定した。同構想では、1学年4学級（160人）の規模とし、同校に設置されているコズモサイエンス科の教育内容と中高一貫校の特徴を融合させ「自立した札幌人」の育成を目指すとしていた。また、校名や校歌の継承など、改編対象校である同校の伝統を踏まえた新しい学校づくりを進めることとしていた。
市立札幌開成中等教育学校は札幌市内に最初に設置された公立中高一貫校であり、北海道内の連携型以外の公立中高一貫校としては北海道登別明日中等教育学校に次ぐ2校目となる。また、中等教育学校としても札幌市内に最初に設置された学校であり、北海道内では北海道登別明日中等教育学校に次いで2校目である。

## 交通アクセス
- 元町駅 - 札幌市営地下鉄東豊線

## 著名な卒業生
- 石橋貴俊 - 元バスケットボール選手（日本代表）、バスケットボール指導者
- 泉健太 - 衆議院議員
- 井上拓 - 音楽家
- 岡崎実央 - 画家、週刊プロレス編集者
- 堺なおこ- 元札幌テレビ放送 (STV) アナウンサー、フリーアナウンサー
- 桜井鈴茂 - 小説家
- 繁富香織 - 工学者、北海道大学准教授
- 高橋裕 - 専修大学商学部教授システムダイナミックス、経済・経営・政策シミューレション
- 竹原靖和 - サッカー指導者
- 柄刀一 - 小説家
- Drop's - ロックバンド
- DON（ドン川上） - タレント
- 濱本りか - 文化放送アナウンサー
- 松山育恵 - ミュージカル俳優
- 柳卓 -元 琉球放送アナウンサー
- 山口英里子 - 元北海道文化放送報道記者、キャスター
- 山田文裕 - 北海道放送プロデューサー
- 山田雅樹 - ミュージシャン（元LOUDNESS）
- 余湖明日香 - カーリング選手
- くりひろし - 漫画家
- 早坂よしゆき - 漫画家
- 淡路祐介 - ラジオパーソナリティ

## その他
- 札幌市南区真駒内から支笏湖畔ポロピナイ（千歳市幌美内）までの33kmを歩く、全校強歩大会が毎年開催されていた。近年は熊出没や天候不良のため行われていない幻の行事である。
- 同じ市立高校である北海道札幌旭丘高等学校とライバル関係とされ、かつては運動会形式の対抗戦「開成・旭丘定期戦」を毎年開催し、応援合戦では「山猿」（旭丘のこと）「玉ねぎ」（開成のこと）と罵り合うのが定番であったが、現在は定期戦自体が開催されていない。但し、これを元とした市立総文体(市立高校の運動・文化部の生徒が対象の大会)が行われている。